# Dunga
Carlos Caetano Bledorn Verri (Ijuí, 31 de outubro de 1963), mais conhecido como Dunga, é um treinador e ex-futebolista brasileiro que atuava como volante. Atualmente está sem clube.
Como jogador, sua maior conquista foi a Copa do Mundo de 1994, disputada nos Estados Unidos, sendo o capitão da Seleção Brasileira. Como treinador, teve sua nomeação para ser o técnico do Brasil em 24 de julho de 2006, conquistando a Copa América de 2007 e a Copa das Confederações de 2009. Retornou ao comando da Seleção no dia 22 de julho de 2014, permanecendo até junho de 2016.
Dunga foi considerado pela revista Época um dos 100 brasileiros mais influentes do ano de 2009. Tem ascendência alemã por parte de mãe e italiana por parte de pai.

## Apelido
O apelido Dunga foi dado por um dos seus tios, em referência a um dos Sete Anões, acreditando que Carlos não teria uma estatura maior.

## Carreira como jogador

### Internacional
Formado nas categorias de base do Internacional, foi revelado pelo clube em 1983, sempre chamando a atenção pela liderança em campo. Volante duro na marcação, não hesitava em tentar lançamentos para os companheiros da frente, nem em desferir potentes chutes com a perna direita.

### Corinthians
Dunga foi contratado pelo Corinthians em meados de 1984. Por onde ficou até 1985. Ele foi vice-campeão paulista em 1984 e no ano seguinte fez parte do time que tinha nomes como Hugo de León, Wladimir, Biro-Biro, Zenon, Casagrande e Serginho Chulapa, mas que não conquistou títulos. No total, atuou pelo Timão em 61 jogos e anotou cinco gols.

### Vasco da Gama
No início de 1987, o Vasco da Gama anunciou a contratação de Dunga para reforçar a equipe para disputar o Campeonato Carioca. Lá ele encontrou Acácio, Paulo Roberto, Donato, Mazinho, Geovani, Tita, Roberto Dinamite e Romário.
Entre jogos do carioca e amistosos, Dunga fez 23 jogos e marcou três gols pelo Vasco, porém deixou o clube antes do fim do campeonato que foi vencido pelo time da Cruz de Malta.

### Pisa
Dunga chegou ao Pisa em 1987, por empréstimo junto a Fiorentina. A torcida lotou os aeroportos em sua chegada, e com pouco tempo o brasileiro conseguiu se tornar ídolo da equipe. Ele teve ótimas atuações pelo clube, conseguindo livrar a equipe italiana, presidida na época por Romeo Anconetani, do rebaixamento, algo que foi muito comemorado por seu torcedor.
O volante teve uma atuação fantástica contra a Internazionale em novembro, quando marcou um golaço e o Pisa venceu por 2–1. Além do gol, conseguiu controlar muito o meio-campo, e com o resultado conseguiu manter o clube na primeira divisão.

### Fiorentina
Dunga foi contratado pela Fiorentina em 1987, a pedido do então técnico da Viola, Sven-Göran Eriksson. No entanto, devido ao número de estrangeiros, ele foi emprestado ao Vasco e ao Pisa. Assim, só chegou a Fiorentina em 1988.
Na temporada 1989–90, Dunga e Roberto Baggio conduziram o time de Florença à final da Copa da UEFA, mas a equipe acabou perdendo para a Juventus comandada por Dino Zoff. O volante brasileiro deixou a Fiorentina após quatro temporadas, com 122 partidas disputadas e oito gols marcados.

### Pescara
Em 1992, depois de ter sido afastado da Fiorentina pelo vice-presidente Cecchi Gori, Dunga foi vendido ao Pescara. Como a temporada 1992–93 marcou o retorno do clube à Serie A, a diretoria também contratou nomes como John Sivebæk (campeão europeu com a Dinamarca) e Roger Mendy para fortalecer o elenco. Ainda assim, o time era fraco e conseguiu somente seis vitórias no Campeonato Italiano, sendo rebaixado em 18º lugar para a Serie B – eles ficaram simplesmente da 8ª rodada até a 34ª em último lugar.
Ao final da temporada, Dunga encerrou sua experiência no futebol italiano. No total pelo Pescara, atuou em 23 partidas e marcou três gols.

### Stuttgart
Foi contratado pelo Stuttgart, por 2 milhões de euros na temporada 1993–94. Primeiro brasileiro a atuar na equipe alemã, Dunga teve uma difícil missão com a camisa Suábia: substituir Karl Allgöwer, o maior ídolo da história do clube. Realizou sua estreia pelos Die Roten diante do Borussia Dortmund na Bundesliga, onde inclusive já marcou de cara um gol. O volante brasileiro terminou sua primeira temporada com 28 partidas disputadas, quatro gols marcados e quatro assistências distribuídas.
Já na segunda temporada, o Stuttgart almejava melhores posições e contratou Élber e Fredi Bobič para ajudarem o brasileiro, porém só esses três não foram o suficiente.
Dunga deixou o Stuttgart sem conquistar nenhum título. Pelo clube alemão, o jogador atuou em 53 jogos e marcou oito gols.

### Júbilo Iwata
Foi contratado pelo Júbilo Iwata em 1995. Ele disputou quatro temporadas na Celeste de Shizuoka, entre 1995 e 1998, enquanto era titular absoluto na Seleção Brasileira. Durante esse período o Júbilo se tornou um dos grandes do futebol japonês. Em 1997 o time conquistou a J-League pela primeira vez e o brasileiro levou o prêmio de melhor jogador do campeonato.

### Retorno ao Internacional
Dunga retornaria ao Internacional, no qual fez três gols na sua última passagem. Foi decisivo na última rodada do Campeonato Brasileiro de 1999 ao fazer o gol que livrou o Colorado do rebaixamento contra o Palmeiras. E em 2000, na vitória do Inter por 3–0 contra o 15 de Novembro, marcou seu último gol como profissional.

## Seleção Nacional
Ficou internacionalmente conhecido quando foi convocado para disputar a Copa do Mundo de 1990 na Itália pela Seleção Brasileira. O técnico Sebastião Lazaroni, querendo transformar o jeito do Brasil jogar, que nas duas Copas anteriores com Telê Santana havia sido acusado de perder por se preocupar apenas em jogar bonito, convocou jogadores mais aguerridos e fortes na marcação. Dentre estes novos jogadores, o que chamou mais atenção foi o volante Dunga. Daí logo a imprensa apelidar a nova filosofia de jogo como sendo próprio da "Era Dunga". O termo teria sido criado por Paulo Roberto Falcão.
A derrota na Copa e esse rótulo infeliz trouxeram grandes dissabores para o jogador. Mas em 1994 ele retornaria para uma nova chance. E dessa vez não decepcionou: com a faixa de capitão, ergueu a taça do mundo do Brasil tetracampeão. Além da liderança do time, Dunga fora ainda incumbido de outra espinhosa missão, na qual também se saiu bem: foi o companheiro de quarto de Romário, a fim de segurar na linha o indisciplinado mas indispensável jogador.
Em 1998, o volante disputaria a sua terceira Copa. Mostrando toda a garra e vontade de vencer de sempre, desta vez Dunga acabou exagerando e foi flagrado pelas câmeras de televisão dando uma cabeçada no atacante Bebeto, durante uma discussão na partida contra o Marrocos, válida pela primeira fase do torneio, enquanto a bola estava parada. Constrangido, o capitão acabou se sentido isolado e diminuiu seu ímpeto.

## Carreira como treinador

### Seleção Brasileira

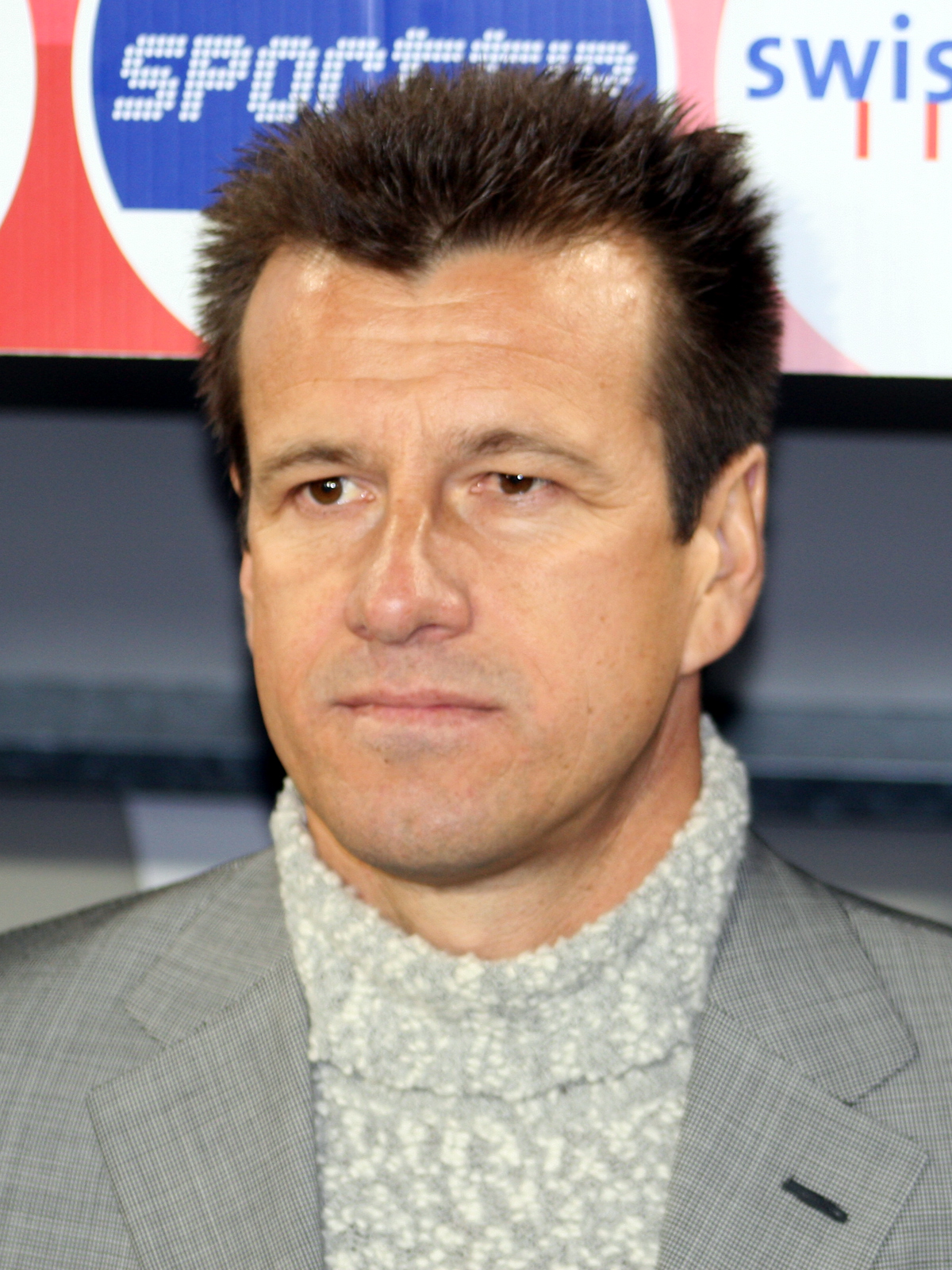
Dunga em 2006

Mesmo após se aposentar dos gramados, Dunga permaneceu uma figura marcante para os brasileiros. Em 2006, quando o Brasil era amplamente favorito ao hexa, mas foi eliminado apresentando um futebol apático na Copa do Mundo realizada na Alemanha, muitos torcedores acreditavam que o time carecia de uma liderança forte e de um estilo de comando mais assertivo, em contraste com a abordagem de Carlos Alberto Parreira. Com isso, a CBF anunciou, em 24 de julho, Dunga como novo técnico da Seleção Brasileira — um movimento inesperado, já que ele não possuía experiência prévia como treinador. No entanto, Dunga declarou que sua missão era motivar os jogadores, recuperar o espírito vencedor da equipe e construir uma nova Seleção competitiva.
Sua estreia à frente da Amarelinha ocorreu em 16 de agosto de 2006, num empate de 1–1 contra a Noruega, em amistoso realizado no Estádio Ullevaal, em Oslo. Sua segunda partida foi no dia 3 de setembro, quando a Seleção enfrentou a Argentina no Emirates Stadium, em Londres. Com uma grande atuação que marcou o retorno de Kaká (autor de um golaço), o Brasil venceu a grande rival por 3–0. Já no dia 5 de setembro, a Seleção Brasileira venceu o País de Gales por 2–0, no White Hart Lane, somando mais um bom resultado. Ao final daquele ano, a equipe de Dunga conquistou mais duas vitórias, ambas por 2–1, sobre Equador e Suíça.
Em 2007, o Brasil iniciou o ano com uma derrota por 2–0 para Portugal, o que gerou as primeiras críticas ao trabalho de Dunga. Na preparação para a Copa América, a Seleção realizou quatro amistosos, com duas vitórias e dois empates. A estreia de Dunga em competições oficiais aconteceu na Copa América de 2007, com uma derrota por 2–0 para o México, no estádio Polideportivo Cachamay, em Ciudad Guayana. Esse revés inicial aumentou a pressão sobre o técnico, mas ele optou por fazer mudanças na equipe. A partir daí, o Brasil se recuperou no torneio, vencendo o Equador, o Chile e o Uruguai nas fases seguintes. Na final da Copa América, realizada no dia 15 de julho, no Estádio José Encarnación Romero, Dunga viu sua Seleção derrotar a Argentina, favorita ao título, por 3–0, conquistando a competição e restabelecendo a confiança da torcida.

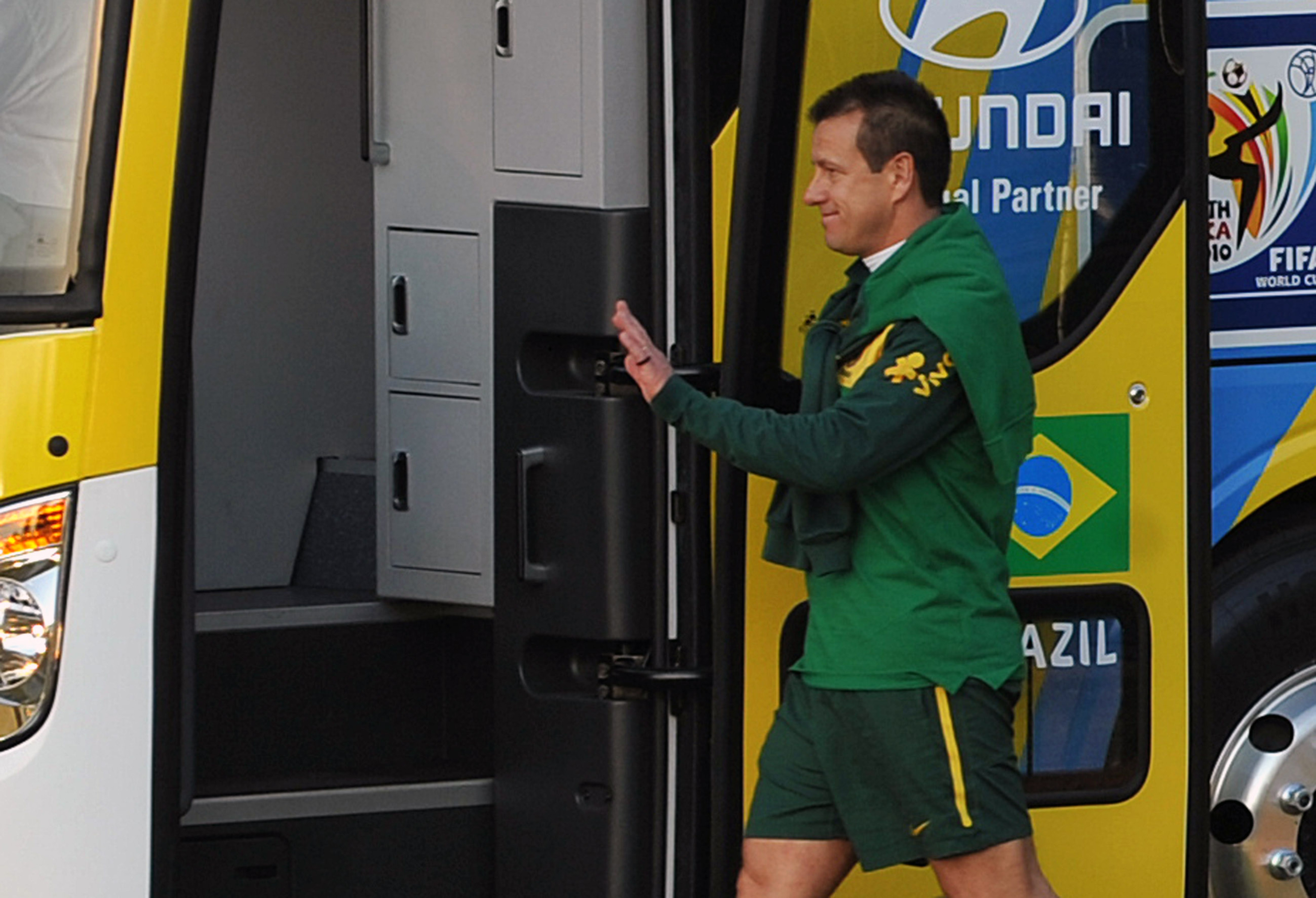
Dunga na preparação para a Copa do Mundo de 2010

Após a conquista da Copa América, a Seleção fez três amistosos e quatro jogos pelas Eliminatórias da Copa do Mundo de 2010, obtendo cinco vitórias e dois empates. Mesmo assim, o grupo chegou a 2008 sob a desconfiança do torcedor brasileiro, o que não melhorou com as derrotas para Venezuela e Paraguai em junho, esta última pelas Eliminatórias. Três empates consecutivos em terras brasileiras contra Argentina, Bolívia e Colômbia só agravaram a situação do comandante, que, um mês antes, havia treinado também a Seleção Brasileira Olímpica na decepção nos Jogos Olímpicos, em que esta saiu derrotada nas semifinais para os rivais argentinos. O ano terminou, porém, com a goleada histórica sobre Portugal por 6–2, num amistoso realizado em Brasília.
A volta por cima continuou em 2009, com a Seleção tendo vencido a Itália por 2–0 em fevereiro, e feito excelentes campanhas no restante das Eliminatórias, goleando Peru, Uruguai, Argentina e Chile, além de ter devolvido a derrota ao Paraguai. Já pela Copa das Confederações de 2009, o Brasil sagrou-se campeão ao derrotar o Egito, os Estados Unidos (duas vezes, inclusive na final), mais uma vez a Itália e a anfitriã África do Sul.
A preparação para a Copa do Mundo de 2010 foi proveitosa, tendo a Seleção vencido inclusive a Inglaterra ainda em novembro de 2009. Na disputa do mundial, o Brasil se classificou em primeiro do Grupo G, vencendo Coreia do Norte, Costa do Marfim e empatando com Portugal. Nas oitavas de final, os comandados de Dunga venceram o Chile por 3–0, em jogo realizado no Estádio Ellis Park. A despedida brasileira do Mundial aconteceria na partida seguinte, após uma derrota por 2–1 diante da Holanda, de virada, no Estádio Nelson Mandela Bay. Dunga acabou repetindo Zagallo em 1974, Telê em 1982 e Zagallo em 1998 como técnicos eliminados sem utilizar todas as substituições permitidas.
No dia 4 de julho de 2010, dois dias após sua eliminação, a comissão técnica, após o ciclo iniciado em 2006, foi destituída do comando da Seleção Brasileira.

### Internacional
No dia 12 de dezembro de 2012, foi confirmado como novo técnico do Internacional para a temporada 2013. Retornou ao clube depois de doze anos longe do Estádio Beira-Rio, onde iniciou e, após passagens por diversos clubes, encerrou sua carreira como jogador. Estreou no dia 30 de janeiro, contra a equipe do Novo Hamburgo, onde o jogo terminou em 0–0, pelo Campeonato Gaúcho.
Em julho, durante uma coletiva de imprensa, Dunga acusou os repórteres de ganharem "presentes" para cobrar a titularidade do meia Jesús Dátolo e do atacante Cassiano. A manifestação do treinador motivou uma nota oficial do sindicato dos jornalistas, mas Dunga não foi processado.
Encerrou sua passagem como técnico do Internacional no dia 4 de outubro, após uma derrota contra o Vasco, pelo Campeonato Brasileiro.

### Retorno à Seleção Brasileira
Em 22 de julho de 2014, Dunga foi nomeado treinador da Seleção Brasileira, retornando ao cargo após a vexatória eliminação na Copa do Mundo, em que o Brasil, comandado por Felipão, foi goleado por 7–1 pela Alemanha. Sua reestreia pela Seleção Canarinha se deu com uma vitória de 1–0 sobre a Colômbia, no dia 5 de setembro de 2014, em amistoso realizado no Hard Rock Stadium.

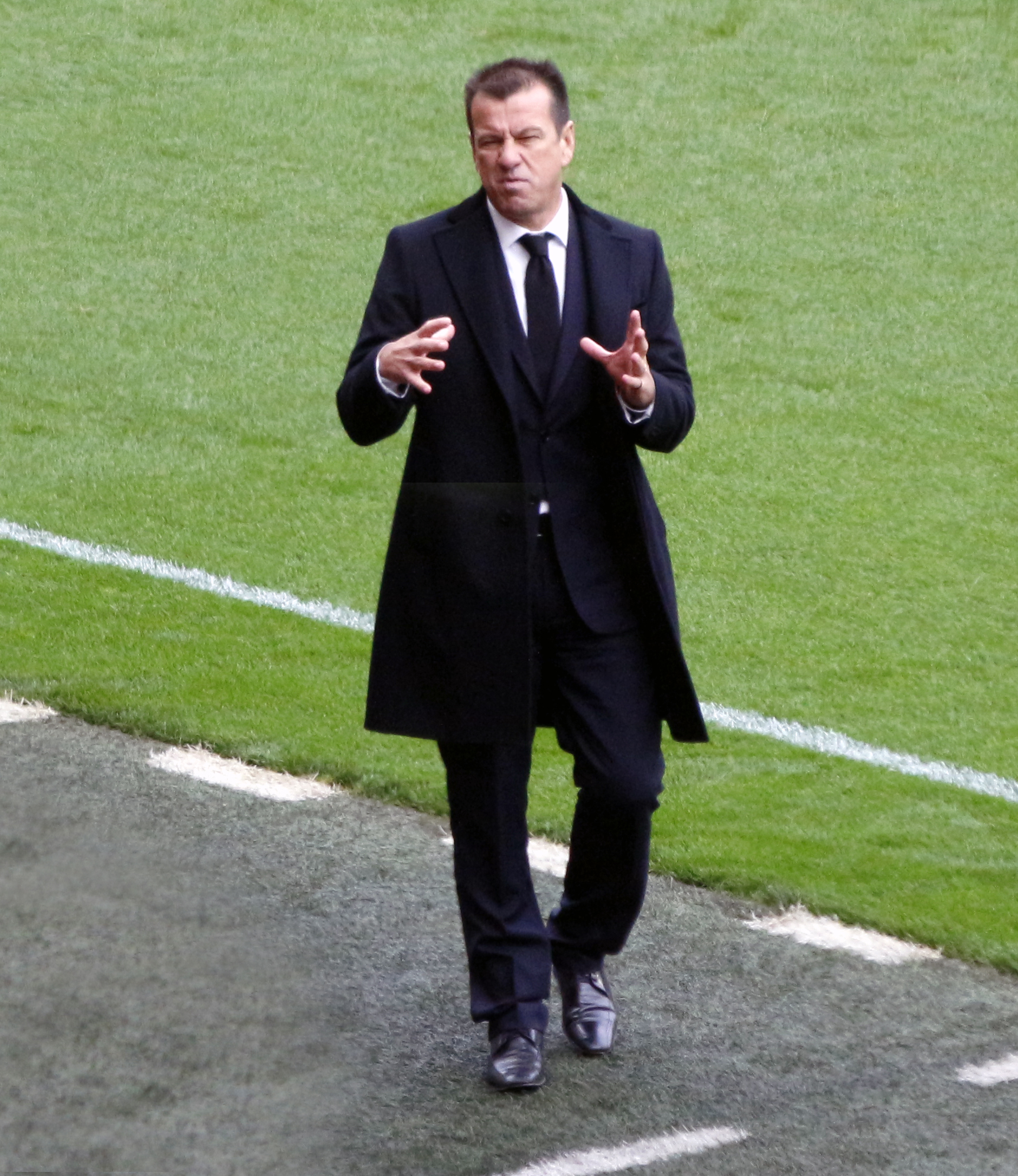
Dunga como técnico do Brasil em 2015

Nesta segunda passagem, o treinador implementou uma série de regras rígidas para controlar o comportamento dos jogadores. Entre as imposições estavam a proibição de postagens nas redes sociais durante a concentração, a proibição do uso de chinelos, brincos e bonés, e a obrigatoriedade de todos os jogadores cantarem o hino nacional antes das partidas. Essas medidas visavam reforçar a disciplina dentro do elenco, mas geraram controvérsias e críticas, principalmente por parte da mídia e dos torcedores.
Após uma série de amistosos que resultaram em oportunidades para jogadores até então nunca convocados — como Philippe Coutinho, Roberto Firmino e Éverton Ribeiro —, Dunga voltou a comandar o Brasil em um jogo oficial no dia 14 de junho de 2015, numa vitória por 2–1, de virada, diante do Peru. A partida, realizada no Estádio Municipal Germán Becker, em Temuco, marcou a estreia brasileira na Copa América realizada no Chile. Apresentando um futebol irregular na competição, o Brasil foi eliminado nas quartas de final, pelo Paraguai, em uma derrota nos pênaltis, o que gerou insatisfação com o trabalho de Dunga. No ano seguinte, em 2016, o desempenho foi ainda pior e a equipe foi eliminada na primeira fase da Copa América Centenário, realizada nos Estados Unidos. Dentre as críticas às atuações do time, uma das questões mais comentadas foi o tratamento diferenciado dado ao atacante Neymar, o qual, apesar de ter sido expulso contra a Colômbia na Copa América de 2015, manteve-se como capitão da Seleção Brasileira. A postura de Dunga foi questionada principalmente pela situação envolvendo o zagueiro Thiago Silva, que mesmo sendo considerado por muitos um dos melhores defensores do mundo, foi deixado de fora em favor do atacante. Além disso, houve críticas sobre a permissão para Neymar se apresentar com um dia de atraso à Seleção, enquanto outros jogadores, como Lionel Messi e Luis Suárez, se apresentaram pontualmente para Argentina e Uruguai, suas respectivas Seleções.
A última partida de Dunga à frente do Brasil foi uma derrota por 1–0 para o Peru, no Gillette Stadium, em partida válida pela Copa América Centenário. Com esse revés, e após uma sequência de resultados ruins nas Eliminatórias da Copa do Mundo de 2018, Dunga foi demitido do cargo no dia 14 de junho de 2016.

## Outros trabalhos
Em 2005, Dunga foi um dos três jurados do reality show esportivo Joga 10, apresentado pela Band.
Dunga dirige o projeto Seleção do Bem 8 — auxílio às comunidades e instituições que atendem famílias em condições de vulnerabilidade social.

## Vida pessoal
Em 13 de julho de 2024, Dunga e Evanir Miller, sua esposa, ficaram feridos após o carro em que estavam capotar na BR-116, em Campina Grande do Sul, na Região Metropolitana de Curitiba (RMC). O treinador e sua esposa tiveram ferimentos leves. Segundo a Polícia Rodoviária Federal (PRF), o acidente foi registrado no km 39, às 12h30, após o veículo sair da rodovia.

## Estatísticas como treinador

### Seleção Brasileira principal
| Competição                         | Jogos | Vitórias | Vitórias | Empates | Empates | Derrotas | Derrotas | Aprov. | Resultado                   |
| Competição                         | Jogos | Nº       | %        | Nº      | %       | Nº       | %        | Aprov. | Resultado                   |
| ---------------------------------- | ----- | -------- | -------- | ------- | ------- | -------- | -------- | ------ | --------------------------- |
| Amistosos                          | 26    | 21       | 80,8     | 3       | 11,5    | 2        | 7,7      | 84,6   |                             |
| Copa América de 2007               | 6     | 4        | 66,6     | 1       | 16,7    | 1        | 16,7     | 72,2   | Campeão                     |
| Copa das Confederações de 2009     | 5     | 5        | 100,0    | 0       | 0,0     | 0        | 0,0      | 100,0  | Campeão                     |
| Eliminatórias da Copa de 2010      | 18    | 9        | 50,0     | 7       | 38,9    | 2        | 11,1     | 63,0   | 1.º colocado (classificado) |
| Copa do Mundo de 2010              | 5     | 3        | 60,0     | 1       | 20,0    | 1        | 20,0     | 66,7   | Quartas de final            |
| 1.º período (2006–2010)            | 60    | 42       | 70,0     | 12      | 20,0    | 6        | 10,0     | 76,7   |                             |
| Amistosos                          | 12    | 12       | 100,0    | 0       | 0,0     | 0        | 0,0      | 100,0  |                             |
| Superclássico das Américas de 2014 | 1     | 1        | 100,0    | 0       | 0,0     | 0        | 0,0      | 100,0  | Campeão                     |
| Copa América de 2015               | 4     | 2        | 50,0     | 1       | 25,0    | 1        | 25,0     | 50,0   | Quartas de final            |
| Eliminatórias da Copa de 2018      | 6     | 2        | 33,3     | 3       | 50,0    | 1        | 16,7     | 50,0   |                             |
| Copa América Centenário            | 3     | 1        | 33,3     | 1       | 33,3    | 1        | 33,3     | 44,4   | Fase de grupos              |
| 2º período (2014–2016)             | 26    | 18       | 69,2     | 5       | 19,2    | 3        | 11,5     | 75,6   |                             |
| Total                              | 86    | 60       | 68,9     | 17      | 19,8    | 9        | 10,5     | 69,7   |                             |

Jogos
Legenda:      Vitórias —      Empates —      Derrotas
| Nº   | Data            | Competição                             | Local                | Placar | Adversário      | Ref.   |
| 2006 | 2006            | 2006                                   | 2006                 | 2006   | 2006            | 2006   |
| ---- | --------------- | -------------------------------------- | -------------------- | ------ | --------------- | ------ |
| 1    | 16 de agosto    | Amistoso                               | Oslo                 | 1 – 1  | Noruega         | [ 50 ] |
| 2    | 3 de setembro   | Amistoso                               | Londres              | 3 – 0  | Argentina       | [ 50 ] |
| 3    | 5 de setembro   | Amistoso                               | Londres              | 2 – 0  | País de Gales   | [ 50 ] |
| 4    | 7 de outubro    | Amistoso                               | Cidade do Kuwait     | 4 – 0  | Kuwait          | [ 50 ] |
| 5    | 10 de outubro   | Amistoso                               | Estocolmo            | 2 – 1  | Equador         | [ 50 ] |
| 6    | 15 de novembro  | Amistoso                               | Basileia             | 2 – 1  | Suíça           | [ 50 ] |
| 2007 |                 |                                        |                      |        |                 |        |
| 7    | 6 de fevereiro  | Amistoso                               | Londres              | 0 – 2  | Portugal        | [ 51 ] |
| 8    | 24 de março     | Amistoso                               | Gotemburgo           | 4 – 0  | Chile           | [ 51 ] |
| 9    | 27 de março     | Amistoso                               | Estocolmo            | 1 – 0  | Gana            | [ 51 ] |
| 10   | 1 de junho      | Amistoso                               | Londres              | 1 – 1  | Inglaterra      | [ 51 ] |
| 11   | 5 de junho      | Amistoso                               | Dortmund             | 0 – 0  | Turquia         | [ 51 ] |
| 12   | 27 de junho     | Copa América de 2007                   | Puerto Ordaz         | 0 – 2  | México          | [ 51 ] |
| 13   | 1 de julho      | Copa América de 2007                   | Maturín              | 3 – 0  | Chile           | [ 51 ] |
| 14   | 4 de julho      | Copa América de 2007                   | Puerto la Cruz       | 1 – 0  | Equador         | [ 51 ] |
| 15   | 7 de julho      | Copa América de 2007                   | Puerto la Cruz       | 6 – 1  | Chile           | [ 51 ] |
| 16   | 10 de julho     | Copa América de 2007                   | Maracaibo            | 2 – 2  | Uruguai         | [ 51 ] |
| 17   | 15 de julho     | Copa América de 2007                   | Maracaibo            | 3 – 0  | Argentina       | [ 51 ] |
| 18   | 22 de agosto    | Amistoso                               | Montpellier          | 2 – 0  | Argélia         | [ 51 ] |
| 19   | 9 de setembro   | Amistoso                               | Chicago              | 4 – 2  | Estados Unidos  | [ 51 ] |
| 20   | 12 de setembro  | Amistoso                               | Boston               | 3 – 1  | México          | [ 51 ] |
| 21   | 14 de outubro   | Eliminatórias da Copa do Mundo de 2010 | Bogotá               | 0 – 0  | Colômbia        | [ 51 ] |
| 22   | 17 de outubro   | Eliminatórias da Copa do Mundo de 2010 | Rio de Janeiro       | 5 – 0  | Equador         | [ 51 ] |
| 23   | 18 de novembro  | Eliminatórias da Copa do Mundo de 2010 | Lima                 | 1 – 1  | Peru            | [ 51 ] |
| 24   | 21 de novembro  | Eliminatórias da Copa do Mundo de 2010 | São Paulo            | 2 – 1  | Uruguai         | [ 51 ] |
| 2008 |                 |                                        |                      |        |                 |        |
| 25   | 6 de fevereiro  | Amistoso                               | Dublin               | 1 – 0  | Irlanda         | [ 52 ] |
| 26   | 26 de março     | Amistoso                               | Londres              | 1 – 0  | Suécia          | [ 52 ] |
| 27   | 31 de maio      | Amistoso                               | Seattle              | 3 – 2  | Canadá          | [ 52 ] |
| 28   | 6 de junho      | Amistoso                               | Boston               | 0 – 2  | Venezuela       | [ 52 ] |
| 29   | 15 de junho     | Eliminatórias da Copa do Mundo de 2010 | Assunção             | 0 – 2  | Paraguai        | [ 52 ] |
| 30   | 18 de junho     | Eliminatórias da Copa do Mundo de 2010 | Belo Horizonte       | 0 – 0  | Argentina       | [ 52 ] |
| 31   | 7 de setembro   | Eliminatórias da Copa do Mundo de 2010 | Santiago             | 3 – 0  | Chile           | [ 52 ] |
| 32   | 10 de setembro  | Eliminatórias da Copa do Mundo de 2010 | Rio de Janeiro       | 0 – 0  | Bolívia         | [ 52 ] |
| 33   | 12 de outubro   | Eliminatórias da Copa do Mundo de 2010 | San Cristóbal        | 4 – 0  | Venezuela       | [ 52 ] |
| 34   | 15 de outubro   | Eliminatórias da Copa do Mundo de 2010 | Rio de Janeiro       | 0 – 0  | Colômbia        | [ 52 ] |
| 35   | 19 de novembro  | Amistoso                               | Brasília             | 6 – 2  | Portugal        | [ 52 ] |
| 2009 |                 |                                        |                      |        |                 |        |
| 36   | 10 de fevereiro | Amistoso                               | Londres              | 2 – 0  | Itália          | [ 53 ] |
| 37   | 29 de março     | Eliminatórias da Copa do Mundo de 2010 | Quito                | 1 – 1  | Equador         | [ 53 ] |
| 38   | 1 de abril      | Eliminatórias da Copa do Mundo de 2010 | Porto Alegre         | 3 – 0  | Peru            | [ 53 ] |
| 39   | 6 de junho      | Eliminatórias da Copa do Mundo de 2010 | Montevidéu           | 4 – 0  | Uruguai         | [ 53 ] |
| 40   | 10 de junho     | Eliminatórias da Copa do Mundo de 2010 | Recife               | 2 – 1  | Paraguai        | [ 53 ] |
| 41   | 15 de junho     | Copa das Confederações de 2009         | Bloemfontein         | 4 – 3  | Egito           | [ 53 ] |
| 42   | 18 de junho     | Copa das Confederações de 2009         | Pretória             | 3 – 0  | Estados Unidos  | [ 53 ] |
| 43   | 21 de junho     | Copa das Confederações de 2009         | Pretória             | 3 – 0  | Itália          | [ 53 ] |
| 44   | 25 de junho     | Copa das Confederações de 2009         | Joanesburgo          | 1 – 0  | África do Sul   | [ 53 ] |
| 45   | 28 de junho     | Copa das Confederações de 2009         | Joanesburgo          | 3 – 2  | Estados Unidos  | [ 53 ] |
| 46   | 12 de agosto    | Amistoso                               | Tallinn              | 1 – 0  | Estónia         | [ 53 ] |
| 47   | 5 de setembro   | Eliminatórias                          | Rosário              | 3 – 1  | Argentina       | [ 53 ] |
| 48   | 9 de setembro   | Eliminatórias                          | Salvador             | 4 – 2  | Chile           | [ 53 ] |
| 49   | 10 de outubro   | Eliminatórias                          | La Paz               | 1 – 2  | Bolívia         | [ 53 ] |
| 50   | 14 de outubro   | Eliminatórias                          | Campo Grande         | 0 – 0  | Venezuela       | [ 53 ] |
| 51   | 14 de novembro  | Amistoso                               | Doha                 | 1 – 0  | Inglaterra      | [ 53 ] |
| 52   | 17 de novembro  | Amistoso                               | Mascate              | 2 – 0  | Omã             | [ 53 ] |
| 2010 |                 |                                        |                      |        |                 |        |
| 53   | 2 de março      | Amistoso                               | Londres              | 2 – 0  | Irlanda         | [ 55 ] |
| 54   | 2 de junho      | Amistoso                               | Harare               | 3 – 0  | Zimbabwe        | [ 55 ] |
| 55   | 7 de junho      | Amistoso                               | Dar es Salaam        | 5 – 1  | Tanzânia        | [ 55 ] |
| 56   | 15 de junho     | Copa do Mundo                          | Joanesburgo          | 2 – 1  | Coreia do Norte | [ 55 ] |
| 57   | 20 de junho     | Copa do Mundo                          | Joanesburgo          | 3 – 1  | Costa do Marfim | [ 55 ] |
| 58   | 25 de junho     | Copa do Mundo                          | Durban               | 0 – 0  | Portugal        | [ 55 ] |
| 59   | 28 de junho     | Copa do Mundo                          | Joanesburgo          | 3 – 0  | Chile           | [ 55 ] |
| 60   | 2 de julho      | Copa do Mundo                          | Porto Elizabeth      | 1 – 2  | Países Baixos   | [ 55 ] |
| 2014 |                 |                                        |                      |        |                 |        |
| 61   | 5 de setembro   | Amistoso                               | Miami                | 1 – 0  | Colômbia        | [ 56 ] |
| 62   | 9 de setembro   | Amistoso                               | Nova Jersey          | 1 – 0  | Equador         | [ 56 ] |
| 63   | 11 de outubro   | Superclássico das Américas             | Pequim               | 2 – 0  | Argentina       | [ 56 ] |
| 64   | 14 de outubro   | Amistoso                               | Singapura            | 4 – 0  | Japão           | [ 56 ] |
| 65   | 12 de novembro  | Amistoso                               | Istambul             | 4 – 0  | Turquia         | [ 56 ] |
| 66   | 18 de novembro  | Amistoso                               | Viena                | 2 – 1  | Áustria         | [ 56 ] |
| 2015 |                 |                                        |                      |        |                 | [ 56 ] |
| 67   | 26 de março     | Amistoso                               | Paris                | 3 – 1  | França          | [ 57 ] |
| 68   | 29 de março     | Amistoso                               | Londres              | 1 – 0  | Chile           | [ 58 ] |
| 69   | 7 de junho      | Amistoso                               | São Paulo            | 2 – 0  | México          | [ 59 ] |
| 70   | 10 de junho     | Amistoso                               | Porto Alegre         | 1 – 0  | Honduras        | [ 59 ] |
| 71   | 14 de junho     | Copa América de 2015                   | Temuco               | 2 – 1  | Peru            | [ 59 ] |
| 72   | 17 de junho     | Copa América de 2015                   | Santiago             | 0 – 1  | Colômbia        | [ 59 ] |
| 73   | 21 de junho     | Copa América de 2015                   | Santiago             | 2 – 1  | Venezuela       | [ 59 ] |
| 74   | 27 de junho     | Copa América de 2015                   | Concepción           | 1 – 1  | Paraguai        | [ 60 ] |
| 75   | 5 de setembro   | Amistoso                               | Harrison             | 1 – 0  | Costa Rica      | [ 59 ] |
| 76   | 8 de setembro   | Amistoso                               | Foxborough           | 4 – 1  | Estados Unidos  | [ 59 ] |
| 77   | 8 de outubro    | Eliminatórias da Copa do Mundo de 2018 | Santiago             | 0 – 2  | Chile           | [ 59 ] |
| 78   | 13 de outubro   | Eliminatórias da Copa do Mundo de 2018 | Fortaleza            | 3 – 1  | Venezuela       | [ 59 ] |
| 79   | 12 de novembro  | Eliminatórias da Copa do Mundo de 2018 | Buenos Aires         | 1 – 1  | Argentina       | [ 59 ] |
| 80   | 17 de novembro  | Eliminatórias da Copa do Mundo de 2018 | Salvador             | 3 – 0  | Peru            | [ 59 ] |
| 2016 |                 |                                        |                      |        |                 |        |
| 81   | 25 de março     | Eliminatórias da Copa do Mundo de 2018 | São Lourenço da Mata | 2 – 2  | Uruguai         | [ 61 ] |
| 82   | 29 de março     | Eliminatórias da Copa do Mundo de 2018 | Assunção             | 2 – 2  | Paraguai        | [ 62 ] |
| 83   | 29 de maio      | Amistoso                               | Commerce City        | 2 – 0  | Panamá          | [ 63 ] |
| 84   | 4 de junho      | Copa América Centenário                | Pasadena             | 0 – 0  | Equador         | [ 64 ] |
| 85   | 8 de junho      | Copa América Centenário                | Orlando              | 7 – 1  | Haiti           | [ 65 ] |
| 86   | 12 de junho     | Copa América Centenário                | Foxborough           | 0 – 1  | Peru            | [ 66 ] |

### Seleção Brasileira Olímpica
| Tipo                    | Jogos | Vitórias | Vitórias | Empates | Empates | Derrotas | Derrotas | Aprov. | Observações       |
| Tipo                    | Jogos | Nº       | %        | Nº      | %       | Nº       | %        | Aprov. | Observações       |
| ----------------------- | ----- | -------- | -------- | ------- | ------- | -------- | -------- | ------ | ----------------- |
| Amistosos               | 3     | 3        | 100,0    | 0       | 0,0     | 0        | 0,0      | 100,0  |                   |
| Jogos Olímpicos de 2008 | 6     | 5        | 83,3     | 0       | 0,0     | 1        | 16,7     | 83,3   | Medalha de bronze |
| Total                   | 9     | 8        | 88,9     | 0       | 0,0     | 1        | 11,1     | 88,9   | —                 |

Jogos
| Nº | Data                 | Competição      | Local                     |        | Placar    | Adversário     | Ref.   |
| -- | -------------------- | --------------- | ------------------------- | ------ | --------- | -------------- | ------ |
| 1  | 22 de junho de 2008  | Amistoso        | Volta Redonda (BRA)       | Brasil | 1–0       | Rio de Janeiro | [ 67 ] |
| 2  | 28 de julho de 2008  | Amistoso        | Cidade de Singapura (SGP) | Brasil | 3–0       | Singapura      | [ 68 ] |
| 3  | 1 de agosto de 2008  | Amistoso        | Hanói (VNM)               | Brasil | 2–0       | Vietnã         | [ 69 ] |
| 4  | 7 de agosto de 2008  | Jogos Olímpicos | Cheniangue (CHN)          | Brasil | 1–0       | Bélgica        | [ 70 ] |
| 5  | 10 de agosto de 2008 | Jogos Olímpicos | Cheniangue (CHN)          | Brasil | 5–0       | Nova Zelândia  | [ 71 ] |
| 6  | 13 de agosto de 2008 | Jogos Olímpicos | Qinhuangdao (CHN)         | Brasil | 3–0       | China          | [ 72 ] |
| 7  | 16 de agosto de 2008 | Jogos Olímpicos | Cheniangue (CHN)          | Brasil | 2–0 (pro) | Camarões       | [ 73 ] |
| 8  | 19 de agosto de 2008 | Jogos Olímpicos | Pequim (CHN)              | Brasil | 0–3       | Argentina      | [ 74 ] |
| 9  | 22 de agosto de 2008 | Jogos Olímpicos | Xangai (CHN)              | Brasil | 3–0       | Bélgica        | [ 75 ] |

## Títulos

### Como jogador
Internacional
- Torneio Heleno Nunes: 1984
- Campeonato Gaúcho: 1983 e 1984

Vasco da Gama
- Campeonato Carioca: 1987
- Taça Guanabara de 1987
- Copa Ouro (EUA): 1987
- Copa TAP: 1987

Jubilo Iwata
- Campeonato Japonês: 1997

Seleção Brasileira
- Campeonato Sul-Americano Sub-20: 1983
- Copa do Mundo FIFA Sub-20: 1983
- Torneio Pré-Olímpico: 1984
- Copa América: 1989 e 1997
- Copa do Mundo FIFA: 1994
- Copa Umbro: 1995
- Copa das Confederações FIFA: 1997

#### Prêmios individuais
- 8º Melhor jogador do mundo pela FIFA: 1994
- Melhor jogador do Campeonato Japonês: 1997
- Seleção do Campeonato Japonês: 1997
- Seleção da Copa do Mundo pela FIFA: 1994 e 1998

#### Campanhas de destaque
Seleção Brasileira
- Jogos Olímpicos: medalha de prata (Los Angeles 1984)
- Copa do Mundo FIFA: vice-campeão (1998)

### Como treinador
Seleção Brasileira
- Copa América: 2007
- Copa das Confederações FIFA: 2009
- Superclássico das Américas: 2014

Internacional
- Taça Piratini: 2013
- Taça Farroupilha: 2013
- Campeonato Gaúcho: 2013

### Prêmios individuais
- Melhor Treinador do Mundo pela IFFHS: 2007[77]

#### Campanhas de destaque
Seleção Brasileira
- Jogos Olímpicos: medalha de bronze (Pequim 2008)